# Eberfing
Eberfing – miejscowość i gmina w Niemczech, w kraju związkowym Bawaria, w rejencji Górna Bawaria, w regionie Oberland, w powiecie Weilheim-Schongau, wchodzi w skład wspólnoty administracyjnej Huglfing. Leży około 5 km na południowy wschód od Weilheim in Oberbayern.

## Demografia
| Rok  | Liczba mieszk. |
| ---- | -------------- |
| 1970 | 753            |
| 1987 | 872            |
| 2000 | 1 204          |
| 2005 | 1 284          |

### Struktura wiekowa
Dane o ludności z 31 grudnia 2008:
| Opis                                | Ogółem | Ogółem | Kobiety | Kobiety | Mężczyźni | Mężczyźni |
| ----------------------------------- | ------ | ------ | ------- | ------- | --------- | --------- |
| Jednostka                           | osób   | %      | osób    | %       | osób      | %         |
| Populacja                           | 1303   | 100    | 629     | 48,27   | 674       | 51,73     |
| Wiek przedprodukcyjny (0–17 lat)    | 299    | 22,95  | 131     | 10,05   | 168       | 12,89     |
| Wiek produkcyjny (18–65 lat)        | 816    | 62,62  | 391     | 30,01   | 425       | 32,62     |
| Wiek poprodukcyjny (powyżej 65 lat) | 188    | 14,43  | 107     | 8,21    | 81        | 6,22      |

## Polityka
Wójtem gminy jest Georg Leis junior z CSU/PF, rada gminy składa się z 12 osób.
|      | CSU/PF | WGH | Razem |
| 2008 | 6      | 6   | 12    |
| 2002 | 7      | 5   | 12    |